# Кунигунда фон Мюнценберг
Кунигунда фон Мюнценберг (Елизабет) (на немски: Kunigunde von Munzenberg, Elisabet? von Münzenberg; † 1269) е благородничка от Мюнценберг и чрез женитба господарка на Вайнсберг.

## Произход и наследство
Тя е третата дъщеря на Улрих I фон Мюнценберг († 1240) и съпругата му Аделхайд фон Цигенхайн († 1226), вдовица на граф Буркард фон Шарцфелд-Лаутерберг († 1225), дъщеря на граф Рудолф II фон Цигенхайн († 1188) и Мехтхилд от Графство Нида.
През 1255 г. тя наследява заедно с шестте ѝ сестри брат си Улрих II фон Хаген-Мюнценберг († 1255).

## Фамилия
Кунигунда фон Мюнценберг се омъжва пр. 17 май 1240 г. за Енгелхард IV († 1279), господар на Вайнсберг, големият син на граф Енгелхард III Руфус фон Вайнсберг († 1242) и съпругата му Луитгард фон Шюпф († сл. 1250), дъщеря на Валтер II Шенк фон Шюпф († сл. 1218) и Ирментруд фон Боланден († сл. 1256). Нейната сестра Ирменгард (Елизабет) († 1269) се омъжва за неговия брат Конрад II († 1264).
Кунигунда и Енгелхард IV имат децата:
- Юта (* пр. 1259)
- Конрад III фон Вайнсберг Стари (* пр. 1267; † 1296), женен пр. август 1268 г. за Елизабет фон Катценелнбоген († 1330), дъщеря на граф Дитер V фон Катценелнбоген († 1276)
- Елизабет († пр. 1285), омъжена за Конрад фон Хехенрит
- Ирментруд (* пр. 1275; † сл. 1293), омъжена за Албрехт фон Еберсберг (* пр. 1267; † сл. 1293)
- вер. Енгелхард (* пр. 1277; † сл. 1279)

Енгелхард IV се жени втори път между 1274/1277 г. за Агнес фон Калв-Льовенщайн († сл. 1277)

## Галерия
- Замък Мюнценберг
- Замък Вайнсберг (1515)
- Замък Вайнсберг